# Cyclops Reap
Cyclops Read este al cincilea album de studio al muzicianului american Tim Presley, care se numește White Fence. În aprilie 2013 era sub Castle Face Records.

## Lista de cântece
| 1.  | "Chairs in the Dark"                       | 3:11 |
| 2.  | "Beat"                                     | 3:19 |
| 3.  | "Pink Gorilla"                             | 2:30 |
| 4.  | "Trouble Is Trouble Never Seen"            | 2:44 |
| 5.  | "Live on Genevieve"                        | 2:41 |
| 6.  | "To the Boy I Jumped in the Hemlock Alley" | 2:52 |
| 7.  | "New Edinburgh"                            | 4:23 |
| 8.  | "Make Them Dinner at Our Shoes"            | 4:16 |
| 9.  | "White Cat"                                | 3:56 |
| 10. | "Only Man Alive"                           | 2:54 |
| 11. | "Run by the Same"                          | 4:34 |